# Stenucha dolens
Stenucha dolens là một loài bướm đêm thuộc phân họ Arctiinae, họ Erebidae.